# Sovjetska rukometna reprezentacija
Sovjetska rukometna reprezentacija predstavlja državu SSSR u športu rukometu.

## Nastupi naOI
- prvaci: 1976., 1988.
- doprvaci: 1980.
- treći:

## Nastupi naSP
- prvaci: 1982.
- doprvaci: 1978., 1990.
- treći:

## Nastupi naEP
Država se raspala prije početka održavanja prvih europskih prvenstava.

## Poveznice
- Sovjetsko rukometno prvenstvo